# Pío XII
Pío XII (en latín: Pius PP. XII), de nombre secular Eugenio Maria Giuseppe Giovanni Pacelli (Roma, 2 de marzo de 1876-Castel Gandolfo, 9 de octubre de 1958), fue el 260.º papa de la Iglesia católica y el segundo soberano de la Ciudad del Vaticano desde el 2 de marzo de 1939 hasta su muerte en 1958. El papa Benedicto XVI lo declaró venerable el 19 de diciembre de 2009 junto a Juan Pablo II.
Antes de su elección al papado, Pacelli se desenvolvió como secretario de la Congregación de Asuntos Eclesiásticos Extraordinarios, nuncio apostólico y cardenal secretario de Estado, desde donde pudo alcanzar la conclusión de varios concordatos internacionales con estados europeos y americanos, entre los que destacó el Reichskonkordat con la Alemania nazi, firmado en 1933 y aún en parte vigente. Por otra parte, tuvo un influjo decisivo en la redacción de la carta encíclica de Pío XI titulada Mit brennender Sorge a los obispos alemanes, del 14 de marzo de 1937, que significó una advertencia severa al régimen de Adolf Hitler.
Su gestión como nuncio en Alemania y como cabeza de la Iglesia católica durante la Segunda Guerra Mundial sigue siendo motivo de análisis y controversia, principalmente en lo que respecta a la intensidad de su reacción frente a los crímenes del régimen nazi contra millones personas en Europa por cuestiones étnicas o ideológicas. Considerado un asceta y «santo de Dios» por sus admiradores, Pío fue criticado por otros por su supuesto «silencio público» frente al genocidio y sus políticas aparentemente contradictorias de imparcialidad durante la Segunda Guerra Mundial, pero de ferviente anticomunismo durante el período de posguerra.
El papado de Pío XII fue largo, incluso para los estándares modernos, durando casi 20 años y abarcando una quinta parte del siglo XX. Pío XII fue un papa diplomático durante la destrucción causada por la Segunda Guerra Mundial, la recuperación y reconstrucción posteriores, el inicio de la Guerra Fría y la construcción inicial de un nuevo orden geopolítico internacional cuyo objetivo era proteger los derechos humanos y mantener la paz mundial mediante el establecimiento de normas e instituciones internacionales (como las Naciones Unidas).
Durante su largo papado, la Iglesia católica emitió el Decreto contra el comunismo, declarando que los católicos que profesaran las doctrinas ateas y materialistas del comunismo serían excomulgados como apóstatas de la fe cristiana. La Iglesia sufrió una severa persecución y deportaciones masivas del clero católico en el Bloque del Este. Pío XII invocó explícitamente la infalibilidad papal ex cathedra con el dogma de la Asunción de María en su constitución apostólica Munificentissimus Deus.  Sus cuarenta y una encíclicas incluyen Mystici Corporis Christi, sobre la Iglesia como Cuerpo Místico de Cristo, Mediator Dei sobre la reforma litúrgica, y Humani generis, en la que instruyó a los teólogos a adherirse a la enseñanza episcopal y admitió que el cuerpo humano podría haber evolucionado a partir de formas anteriores. Eliminó, mediante nuevos nombramientos cardenalicios internacionales, a la mayoría italiana del Colegio Cardenalicio en 1946.
Pío XII murió en su residencia de verano de Castel Gandolfo, a los 82 años, tras sufrir una insuficiencia cardíaca aguda causada por un infarto de miocardio. Fue sucedido por Juan XXIII. En el proceso hacia la santidad, su causa de canonización fue abierta el 18 de noviembre de 1965 por Pablo VI durante la sesión final del Concilio Vaticano II. Fue nombrado siervo de Dios (el primer paso hacia la santidad) por Juan Pablo II en 1990, y Benedicto XVI declaró a Pío XII venerable (el segundo paso) el 19 de diciembre de 2009.

## Biografía

### Primeros años

Eugenio Pacelli a los seis años de edad, fotografía de 1882

Eugenio Maria Giuseppe Giovanni Pacelli nació en Roma el 2 de marzo de 1876, en el seno de una familia aristocrática cuya historia los unía al papado, ya que pertenecían a la llamada nobleza negra. 
Era el tercero de los cuatro hijos de Filippo Pacelli, príncipe de Acquapendente y de Sant'Angelo in Vado, y de su esposa la nobildonna Virginia Graziosi.
Su abuelo paterno, Marcantonio Pacelli, fue secretario segundo en el Ministerio de Finanzas de los Estados Pontificios, y luego, secretario de Interior durante el pontificado de Pío IX—a quien acompañó al exilio de Gaeta— desde 1851 hasta 1870; fundó el periódico de la Ciudad del Vaticano, L'Osservatore Romano en 1861. Su primo Ernesto fue uno de los más importantes consultores financieros del papa León XIII, su padre fue decano de la Rota Romana, y su hermano Francesco fue un renombrado abogado especializado en derecho canónico, conocido por las negociaciones en los Pactos de Letrán en 1929, que significaron la conclusión de la Cuestión Romana. Más tarde, Francesco sería nombrado marqués por Pío XI.
A la edad de doce años, anunció sus intenciones de ingresar en un seminario en lugar de ser abogado. La mayoría de la información biográfica que existe sobre la infancia de Pacelli proviene de la obra de la hermana Margherita Marchione.
Hizo sus primeros estudios en una escuela católica privada. Después de terminar sus estudios primarios, Pacelli emprendió sus estudios secundarios clásicos en el liceo Ennio Quirino Visconti de Roma, una escuela con tendencias anticlericales y anticatólicas.
En 1894, con dieciocho años, ingresó en el seminario de Capranica, para prepararse a la ordenación sacerdotal. Sin embargo, no soportó el internado, por lo que en el verano de 1895 abandonó el seminario y se matriculó para el siguiente año en el Instituto Apollinare. En el seminario había recibido una dispensa especial para vivir en su casa, debido a problemas de salud. Desde 1895 hasta 1896, estudió filosofía en la Universidad de Roma La Sapienza.

### Funciones eclesiásticas

#### Sacerdote y monseñor

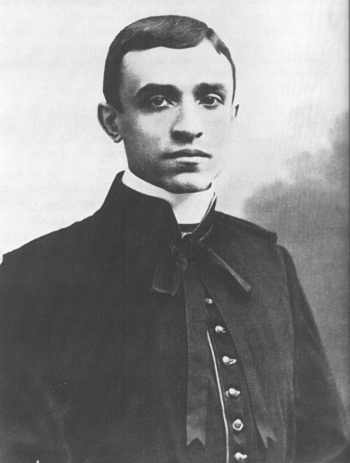
Pacelli ordenado presbítero, 1899

Pacelli fue ordenado sacerdote el 2 de abril de 1899, Domingo de Resurrección, por el obispo Francesco Paolo Cassetta —viceregente de Roma y amigo de la familia— y recibió su primera asignación como encargado en Chiesa Nuova, donde había servido como acólito.
Ese mismo año se matriculó en la Pontificia Universidad Gregoriana y en el Instituto Apollinare de la Pontificia Universidad Lateranense. Llegó a obtener el doctorado en Sagrada Teología y el doctorado in utroque iure, es decir, en derecho civil y en derecho canónico. Siendo ya papa tuvo un emocionado recuerdo para el cardenal Louis Billot -uno de sus profesores en la Pontificia Universidad Gregoriana y el único de sus maestros que mencionó expresamente- en una alocución pronunciada el 18 de octubre de 1953:

Para aquéllos de entre vosotros que son de mayor edad, recordamos gustosos a profesores como Louis Billot, para nombrar a uno de ellos, que con distinción espiritual y agudeza intelectual incitaban a venerar los sagrados estudios y a amar la eminentísima dignidad del sacerdocio.

En 1901, ingresó en la Congregación de Asuntos Eclesiásticos Extraordinarios, una suboficina de la secretaría de Estado vaticana, en donde se convirtió en un minutante, gracias a la recomendación del cardenal Vannutelli.
En 1904 Pacelli fue nombrado chambelán y en 1905 prelado doméstico de Su Santidad. Entre 1904 y 1916 asistió al cardenal Pietro Gasparri en su codificación del derecho canónico en el Departamento de Asuntos Eclesiásticos Extraordinarios. También, en 1901, fue elegido por León XIII para entregar, en nombre de la Santa Sede, las condolencias al rey Eduardo VII del Reino Unido por la muerte de su madre, la reina Victoria. En 1908 sirvió como representante del Vaticano en el Congreso Eucarístico Internacional en Londres, donde conoció a Winston Churchill. En 1911 representó a la Santa Sede en la coronación del rey Jorge V.
En 1908 y 1911, Pacelli rechazó ser profesor en derecho canónico de la Universidad La Sapienza de Roma y en la Universidad Católica de América, respectivamente. 
En 1911 se convirtió en subsecretario y, al año siguiente, en secretario-adjunto –posición que mantuvo durante el papado de Benedicto XV– y en 1914 fue secretario del Departamento de Asuntos Eclesiásticos Extraordinarios como sucesor de Gasparri, quien fue promovido a cardenal secretario de Estado. Como secretario, Pacelli concluyó un concordato con Serbia cuatro días antes del asesinato de Francisco Fernando de Austria en el atentado de Sarajevo, que desencadenó la Primera Guerra Mundial. Durante el desarrollo de la contienda, llevó el registro vaticano de los prisioneros de guerra. En 1915, viajó a Viena para asistir al nuncio apostólico de dicha ciudad, monseñor Scapinelli, en sus negociaciones respecto a Italia con el emperador Francisco José I de Austria.

#### Arzobispo y nuncio

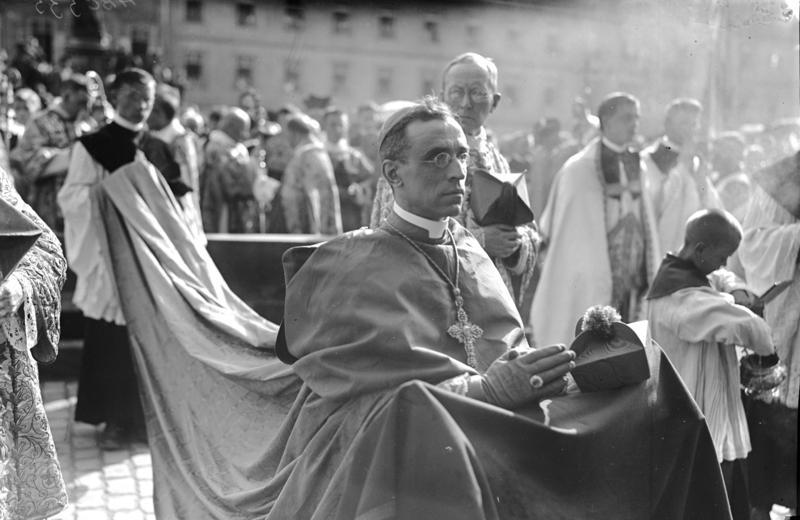
El nuncio en julio de 1924, en ocasión del ix centenario de la ciudad de Bamberg

El papa Benedicto XV designó a Pacelli como nuncio apostólico en Baviera el 23 de abril de 1917, consagrándolo obispo titular de Sardes e inmediatamente elevándolo a arzobispo el 13 de mayo de ese año, antes de que partiera a Baviera donde, quince días después, se reuniría con el rey Luis III y, más tarde, con el emperador Guillermo II de Alemania. Como por esa fecha no había nuncio en Prusia, Pacelli fue, por motivos prácticos, nuncio de toda Alemania, teniendo su nunciado extendido oficialmente el 23 de junio de 1920 y en 1925 al Imperio y a Prusia respectivamente. Muchos de los ayudantes de Pacelli en Múnich seguirían con él hasta el final de su vida, incluyendo a la hermana Pascalina Lehnert, ayudante, amiga y consejera de Pacelli durante 41 años.

#### Cardenalato

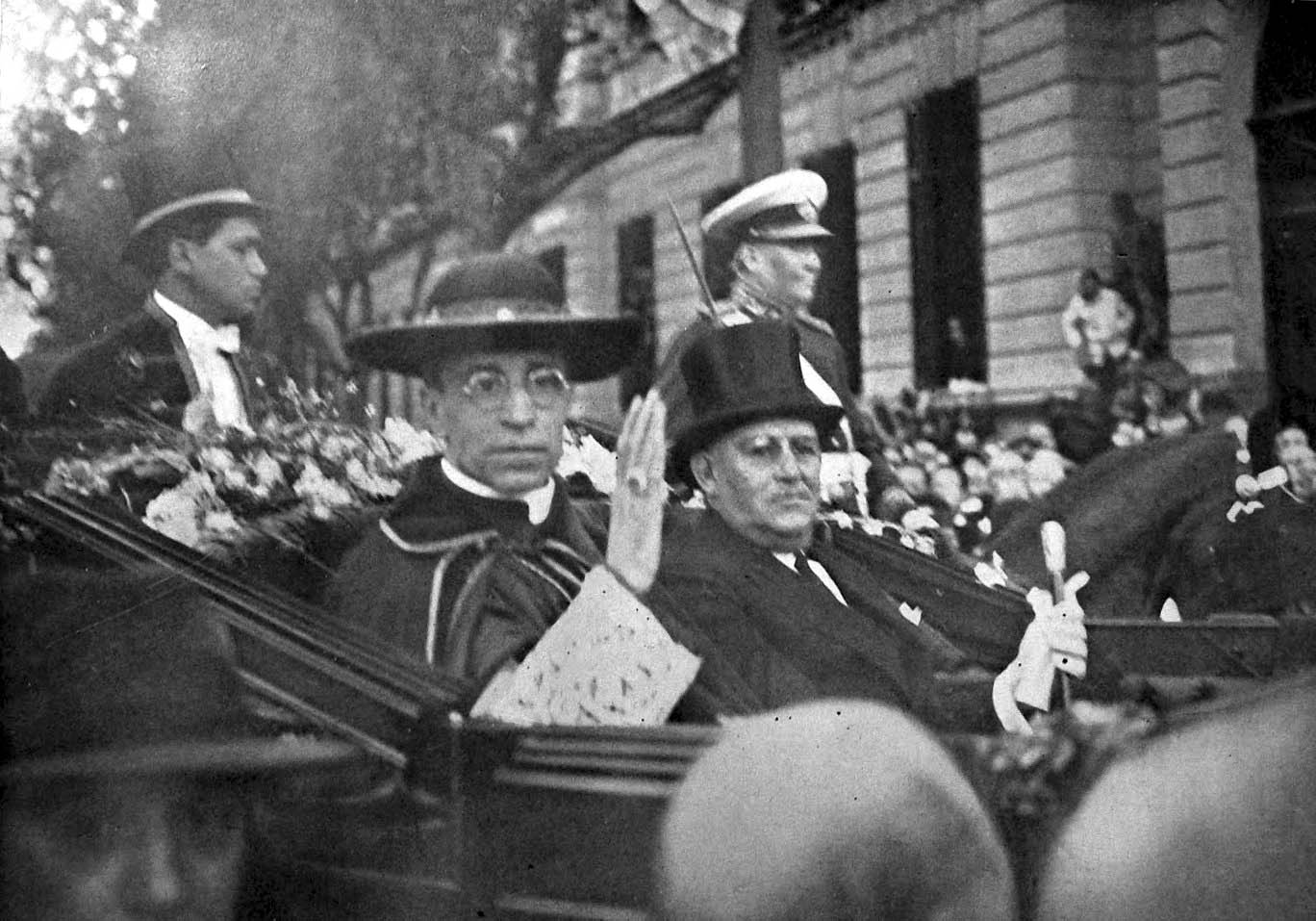
El cardenal Pacelli junto al presidente argentino Agustín Pedro Justo en octubre de 1934

El 19 de diciembre de 1929, fue designado cardenal presbítero del título de Ss. Giovanni e Paolo por el papa Pío XI y, el 7 de febrero de 1930, sustituyó al cardenal Gasparri como secretario de Estado. Pesaron los años de servicio al dicasterio regido por este cardenal, pero además Pacelli era sin duda el mejor experto en política alemana y era este país el que marcaba el ritmo de la época.
Negoció y firmó los concordatos de la Santa Sede con el ducado de Baden (1932), la república de Austria (1933) y el reino de Yugoslavia (1935). Destaca históricamente la firma del Reichskonkordat entre la Santa Sede y Alemania, con el apoyo de los dirigentes conservadores y católicos alemanes Franz von Papen y Ludwig Kaas. Este concordato sigue vigente en la actualidad.
Por otro lado, una de sus actuaciones más importantes como secretario de Estado fue dar forma a la que luego sería la encíclica Mit brennender Sorge, que supuso una dura condena de las políticas del régimen nazi. Esta encíclica se escribió a iniciativa de los obispos alemanes, redactada en Roma en un primer borrador por Michael von Faulhaber, cardenal del título de Santa Anastasia y arzobispo de Múnich y Frisinga. Pacelli fue el redactor del texto definitivo. Fechada el 14 de marzo de 1937, fue leída en todas las iglesias de Alemania el 21 de marzo (Domingo de Ramos), lo que provocó la ira de Hitler. Fue respondida por el aparato de propaganda del régimen a cargo de Joseph Goebbels. En su presentación de la encíclica, Pacelli comparó al Führer alemán con el diablo y advirtió proféticamente su temor de que los nazis lanzaran una «guerra de exterminio».[cita requerida]
Durante la permanencia en el segundo cargo vaticano, viajó a Estados Unidos, Argentina, Hungría y Francia y se reunió con sus respectivos mandatarios, lo que le comenzó a otorgar gran proyección internacional.
Pacelli acumuló a la secretaría de Estado –cargo que mantuvo incluso después de ser elegido papa– los cargos de arcipreste de la Patriarcal Basílica Vaticana (1930), de gran canciller del Pontificio Instituto de Arqueología Cristiana (1932) y de camarlengo de la Iglesia católica (1935).
Un año antes de su elección papal, el cardenal ofició el bautizo del infante Juan Carlos, futuro Juan Carlos I, rey de España, en una ceremonia celebrada en el Palacio Magistral de la Orden de Malta.

### Papado

#### Elección

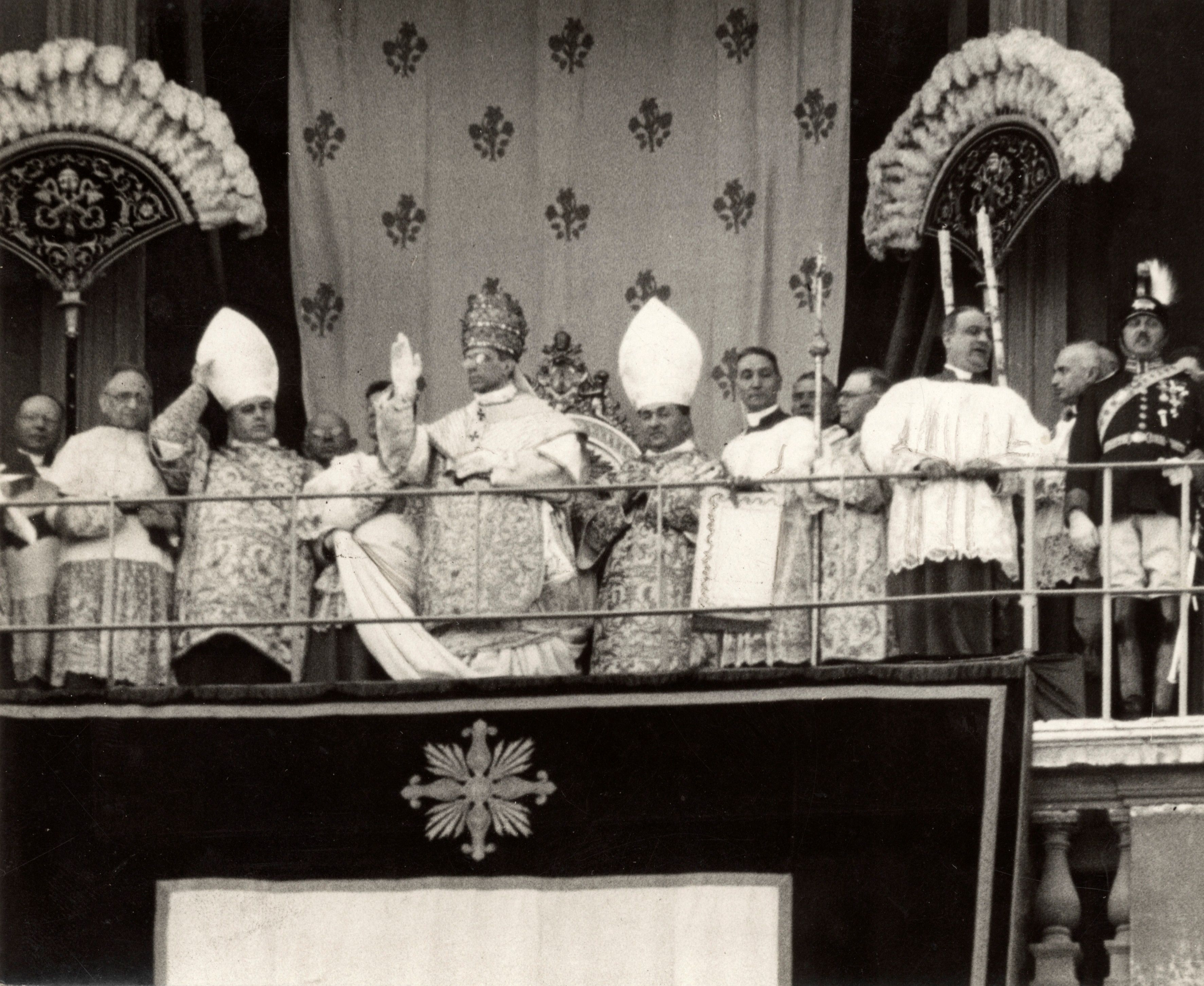
Pío XII impartiendo la Bendición Apostólica durante su coronación, 12 de marzo de 1939

A la muerte de Pío XI en febrero de 1939, la organización de la sede vacante correspondió a Pacelli por su cargo de camarlengo. Él, precisamente, era el candidato favorito. El 2 de marzo de 1939, tras un cónclave que duró solo dos días y a la tercera votación, fue elegido papa y, en honor a su predecesor, eligió el nombre de Pío XII. Diez días después fue coronado por el cardenal protodiácono de Santa Maria in Domnica, Camilo Caccia-Dominioni.

#### Antes y durante la Segunda Guerra Mundial
Pío XII fue un pontífice sin experiencia pastoral directa, ni en parroquias ni en diócesis, puesto que toda su carrera se había desarrollado en la administración vaticana. Fue, en cambio, un perfecto conocedor de la curia romana, en la que se movió prácticamente toda su vida. Antes de su coronación y como medida preventiva, redactó ante notario una carta de renuncia en el caso de que fuese hecho prisionero por los nazis, de forma que no ocurriera lo mismo que había acontecido con el apresamiento de Pío VII por Napoleón en 1809.
El 11 de enero de 1940 convocó al representante del Reino Unido ante la Santa Sede, Francis D'Arcy Osborne, para ponerle al corriente de que un grupo de generales alemanes querían derrocar a Hitler y buscar un acuerdo de paz que incluía la liberación de Polonia y Checoslovaquia, pero no de Austria. El mensaje fue transmitido al gabinete de la guerra en Londres, que a mediados de enero decidió no tomar parte.
En su editorial de Navidad de 1941, el New York Times elogió a Pío XII por «oponerse plenamente contra el hitlerismo» y por «no dejar duda de que los objetivos de los nazis son irreconciliables con su propio concepto de la paz cristiana».
Varios historiadores judíos, como Joseph Lichten, de B'nai B'rith (organización judía dedicada a denunciar el antisemitismo y mantener viva la memoria del genocidio nazi), han documentado los esfuerzos de la Santa Sede en favor de los hebreos perseguidos. Según el mismo Lichten, en septiembre de 1943, el papa ofreció bienes del Vaticano como rescate de judíos apresados por los nazis. También recuerda que, durante la ocupación alemana de Italia, la Iglesia, siguiendo instrucciones de Pío XII, escondió y alimentó a miles de judíos en la Ciudad del Vaticano y en el palacio de Castel Gandolfo, así como en templos y conventos. En el boletín del Jewish Antidefamation League –Liga judía contra la difamación– de 1958, Lichten declaró que: 

La oposición [de Pío XII] al nazismo y sus esfuerzos para ayudar a los judíos en Europa eran bien conocidos al mundo que sufre.

Según algunas fuentes, los nazis tenían un plan avanzado para secuestrar al papa, y otras fuentes afirman que Pío XII apoyó tres complots para derrocar a Hitler.

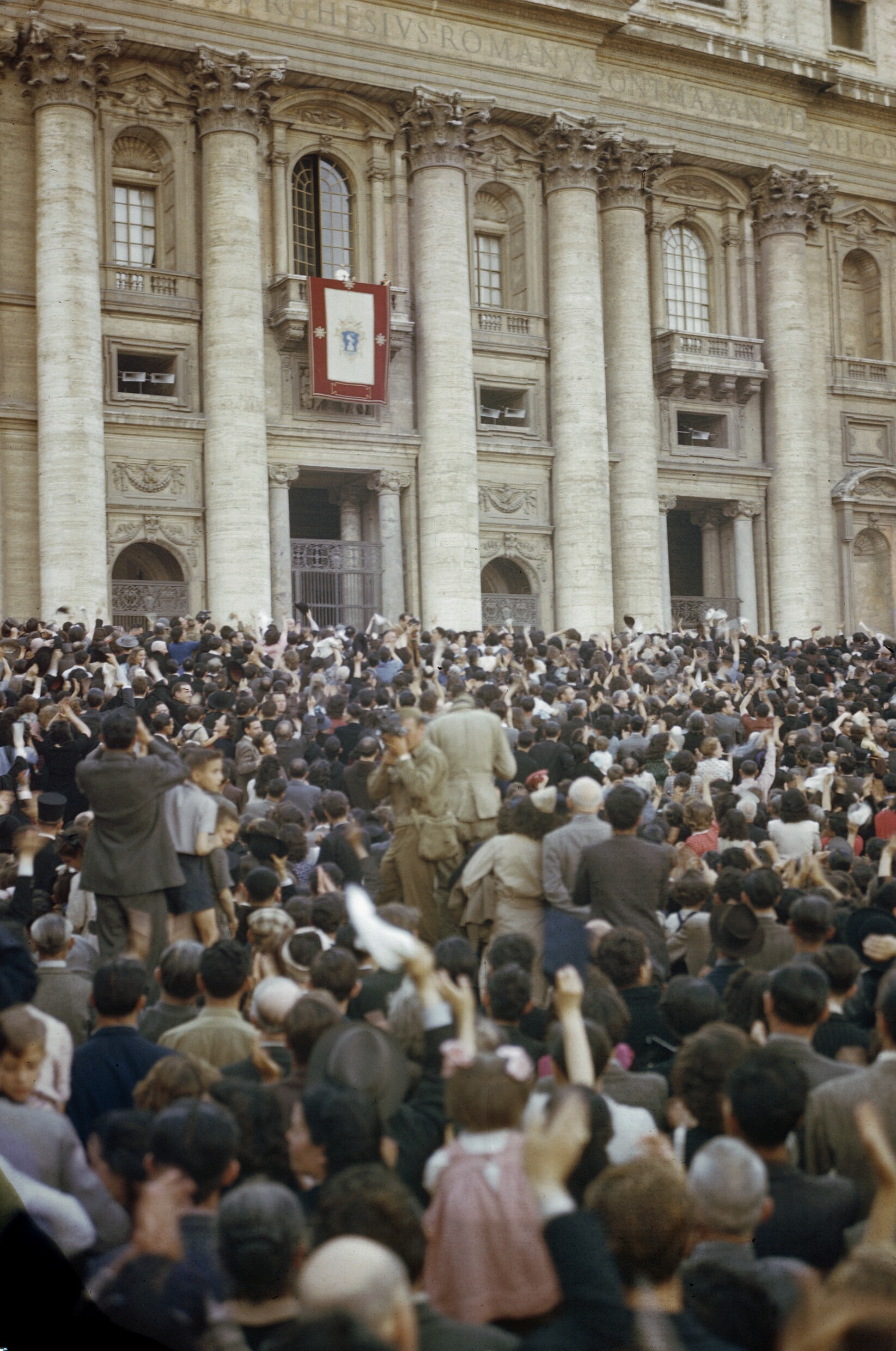
Pío XII dirigiéndose a la multitud reunida en la plaza de San Pedro en ocasión de la liberación de Roma, 5 de junio de 1944. Para la corriente política denominada Democracia Cristiana, fue muy importante el radiomensaje dado por el papa en la Navidad de 1944.

En 1944, en plena Segunda Guerra Mundial y con Benito Mussolini al frente de la República Social Italiana, su radiomensaje navideño llamado Benignitas et humanitas dio un impulso decisivo a la corriente política denominada Democracia Cristiana para el mundo entero por valorar, aunque con cierta cautela, la forma democrática de gobierno:

Manifestar su parecer sobre los deberes y los sacrificios que se le imponen [sic - participación política]; no verse obligado a obedecer sin haber sido oído [sic - libertad de expresión]: he ahí dos derechos del ciudadano que encuentran en la democracia, como lo indica su mismo nombre, su expresión. Por la solidez, armonía y buenos frutos de este contacto entre los ciudadanos y el gobierno del Estado se puede reconocer si una democracia es verdaderamente sana y equilibrada, y cual es su fuerza de vida y de desarrollo.
Pío XII
Fragmento de Benignitas et humanitas, 24 de diciembre de 1944

Después de la guerra, organizaciones y personalidades judías reconocieron varias veces oficialmente la sabiduría de la diplomacia del papa.
El Congreso Judío Mundial agradeció en 1945 la intervención de Pío XII, con un generoso donativo al Vaticano. En el mismo año el gran rabino de Israel, Yitzhak Herzog, envió al pontífice una bendición especial «por sus esfuerzos para salvar vidas judías durante la ocupación nazi de Italia».
Finalizada la guerra, Israel Zolli, gran rabino de Roma, quien como nadie pudo apreciar los esfuerzos caritativos del papa por los judíos, se convirtió al catolicismo y, en señal de gratitud, tomó en el bautismo el nombre de pila del pontífice, Eugenio. Zolli escribió un libro sobre su conversión ofreciendo numerosos testimonios sobre la actuación de Pío XII.
El 7 de septiembre de 1945 Giuseppe Nathan, comisario de la Unión de Comunidades Judías Italianas, declaró:

Ante todo, dirigimos un reverente homenaje de gratitud al Sumo Pontífice y a los religiosos y religiosas que, siguiendo las directrices del Santo Padre, vieron en los perseguidos a hermanos, y con valentía y abnegación nos prestaron su ayuda, inteligente y concreta, sin preocuparse por los gravísimos peligros a los que se exponían.
Giuseppe Nathan
L'Osservatore Romano, 8 de septiembre de 1945

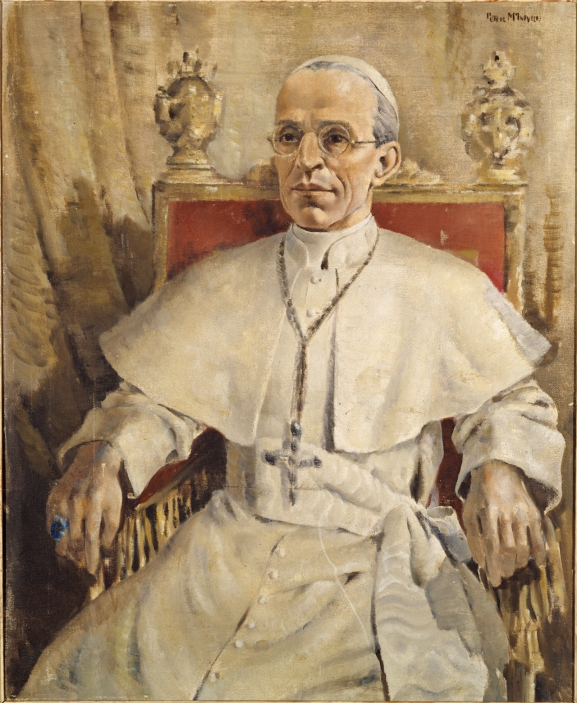
Retrato de Pío XII por Peter McIntyre, hacia finales de la Segunda Guerra Mundial

El 21 de septiembre del mismo año, Pío XII recibió en audiencia a A. Leo Kubowitzki, secretario general del Congreso judío internacional, que acudió para presentarle, en nombre de la Unión de las Comunidades Judías, su gratitud por los esfuerzos de la Iglesia católica en favor de la población judía de toda Europa durante la guerra.
El 29 de noviembre de 1945, el papa recibió a cerca de ochenta delegados de prófugos judíos, procedentes de varios campos de concentración en Alemania, que acudieron a manifestarle «el sumo honor de poder agradecer personalmente al Santo Padre la generosidad demostrada hacia los perseguidos durante el terrible período del nazi-fascismo» (L'Osservatore Romano, 30 de noviembre de 1945, p. 1).
En 1958, al morir Pío XII, Golda Meir, ministra de Asuntos Exteriores de Israel, envió un elocuente mensaje:

Compartimos el dolor de la humanidad (...). Cuando el terrible martirio se abatió sobre nuestro pueblo, la voz del papa se elevó en favor de sus víctimas. La vida de nuestro tiempo se enriqueció con una voz que habló claramente sobre las grandes verdades morales por encima del tumulto del conflicto diario. Lloramos la muerte de un gran servidor de la paz.
Golda Meir

 El presidente de Estados Unidos, Eisenhower, al enterarse de la muerte del pontífice, declaró que «el mundo ahora es más pobre después de su muerte».
El diplomático israelí Pinchas Lapide calculó que Pacelli fue responsable por salvar personalmente al menos 700 000 judíos. El historiador judío Richard Breitman ha escrito un libro sobre el holocausto. Como consultor del Grupo de trabajo para la restitución de los bienes a los judíos –grupo que ha obtenido la desclasificación de los dosieres del OSS–. En una entrevista al Corriere della Sera, del 29 de junio del 2000, Breitman –el único autorizado a ver los documentos del espionaje estadounidense en la Segunda Guerra Mundial– ha explicado que lo que más le ha impresionado ha sido la hostilidad alemana hacia Pío XII y el plan de germanización del país de septiembre de 1943. Breitman ha encontrado también «sorprendente el silencio aliado sobre el holocausto».
Pío XII recibió en audiencia privada a cinco fieles del Opus Dei: José María Albareda (23 de julio de 1942), José Orlandis y Salvador Canals Navarrete (15 de enero de 1943), Francisco Botella Raduán (21 de mayo de 1943) y Álvaro del Portillo (4 de junio de 1943). Fue la primera vez que un pontífice recibía a fieles de esta institución de la Iglesia católica. Salvo en la primera audiencia, en el resto habló con ellos de la naturaleza y de diversas actividades apostólicas de la Obra.
En otro ámbito, tras el descubrimiento en 1938 de una necrópolis bajo la basílica de San Pedro, Pío XII mandó realizar excavaciones que luego servirían para estudiar si la basílica había sido construida sobre la auténtica tumba del apóstol. Se hallaron varias tumbas antiguas y una de ellas tenía una inscripción (datada alrededor de los años 270-290 d. C.) representando dos cabezas, una sobre la otra. A la izquierda de la cabeza inferior aparecía la inscripción PETRU, y a la derecha una S, junto a una oración dirigida a Pedro para que intercediera por todos los cristianos sepultados cerca de su cuerpo. El descubrimiento fue descrito por Margherita Guarducci. En una alocución radiofónica ofrecida el 23 de diciembre de 1950, Pío XII dio por buenos los hallazgos aunque reconoció que los restos óseos no podían atribuirse a Pedro con certeza. En 1964, Pablo VI confirmaría que se trataba de los restos del apóstol y, en 2006, Benedicto XVI volvió a confirmar este hecho.[cita requerida]

#### Después de la Segunda Guerra Mundial

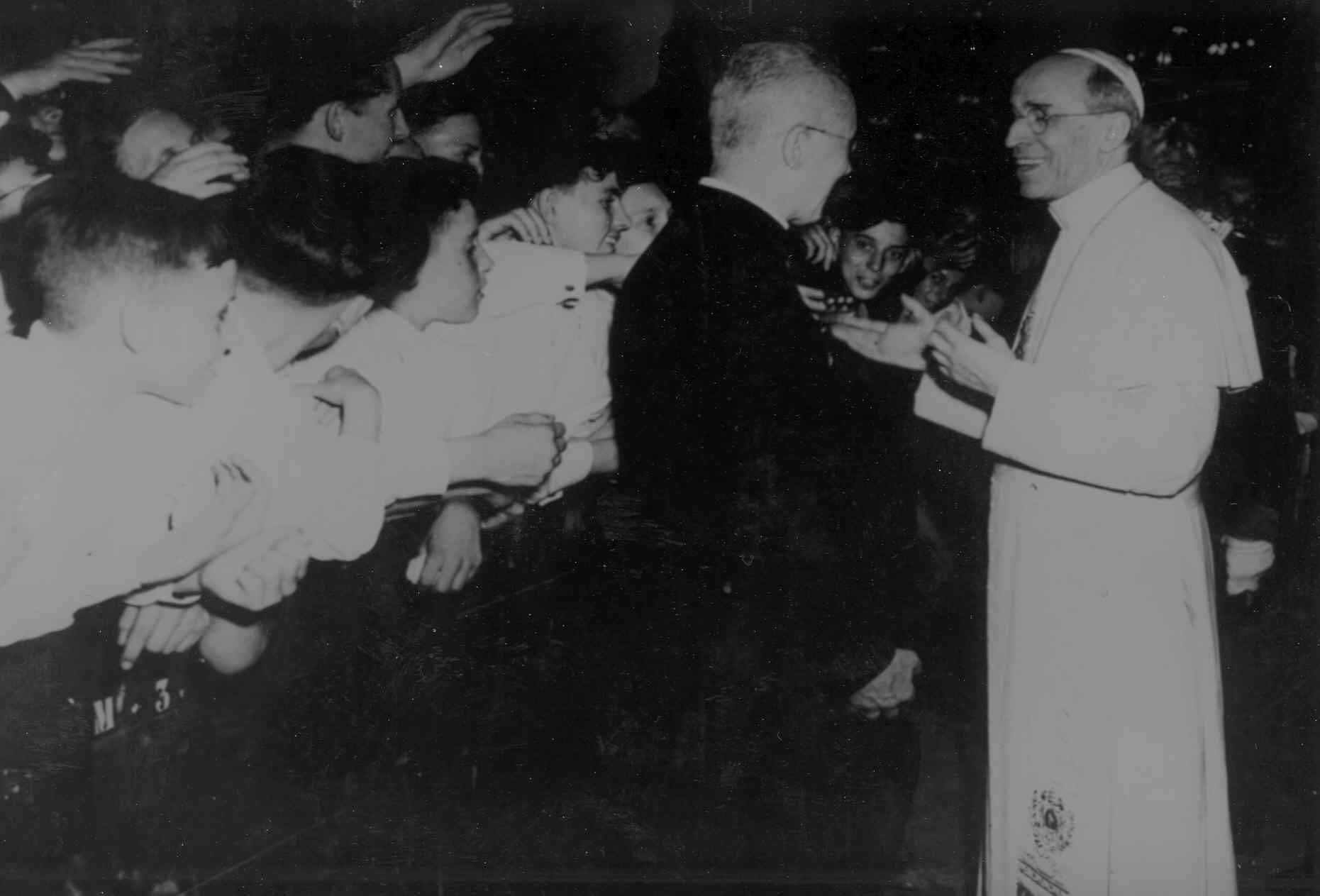
Fotografía del papa saludando a los peregrinos durante una audiencia general en la basílica de San Pedro, 9 de septiembre de 1950

Las actitudes anticomunistas del papa se volvieron más fuertes después de la guerra. En 1948 Pío XII declaró que cualquier italiano católico que apoyara a los candidatos comunistas en las elecciones parlamentarias de ese año sería excomulgado e instó a la Acción Católica para que apoyara a la Democracia Cristiana. En 1949 autorizó a la Congregación para la Doctrina de la Fe a excomulgar a cualquier católico que militara o apoyara al Partido Comunista. También condenó públicamente la Revolución húngara de 1956.
Le tocó ser el papa de la Guerra Fría y en este contexto su opción fue clara: ferviente anticomunismo y aproximación a la nueva potencia emergente, los Estados Unidos. En este sentido resultó determinante su amistad personal con Francis J. Spellman, arzobispo de Nueva York y vicario militar de las fuerzas norteamericanas, al cual nombró cardenal del título de Ss. Giovanni e Paolo (1946).
Terminada la guerra, Pío XII también fue el vocero para instar a la clemencia y al perdón de todas las personas que participaron en el conflicto, incluyendo a los criminales de guerra. Así también intercedió, mediante el nuncio apostólico en Estados Unidos, para conmutar las sentencias de los alemanes convictos por las autoridades de ocupación. El Vaticano solicitó el perdón para todos aquellos que estaban condenados a muerte, una vez que se permitió la ejecución de criminales de guerra en 1948. Una red de conventos e instituciones religiosas católicas, junto con la Cruz Roja, ayudaron a numerosos criminales nazis a evadirse de la justicia, entre ellos figuras tan relevantes como Adolf Eichmann, quienes se dirigieron a países como Argentina, España, Australia o EE. UU.

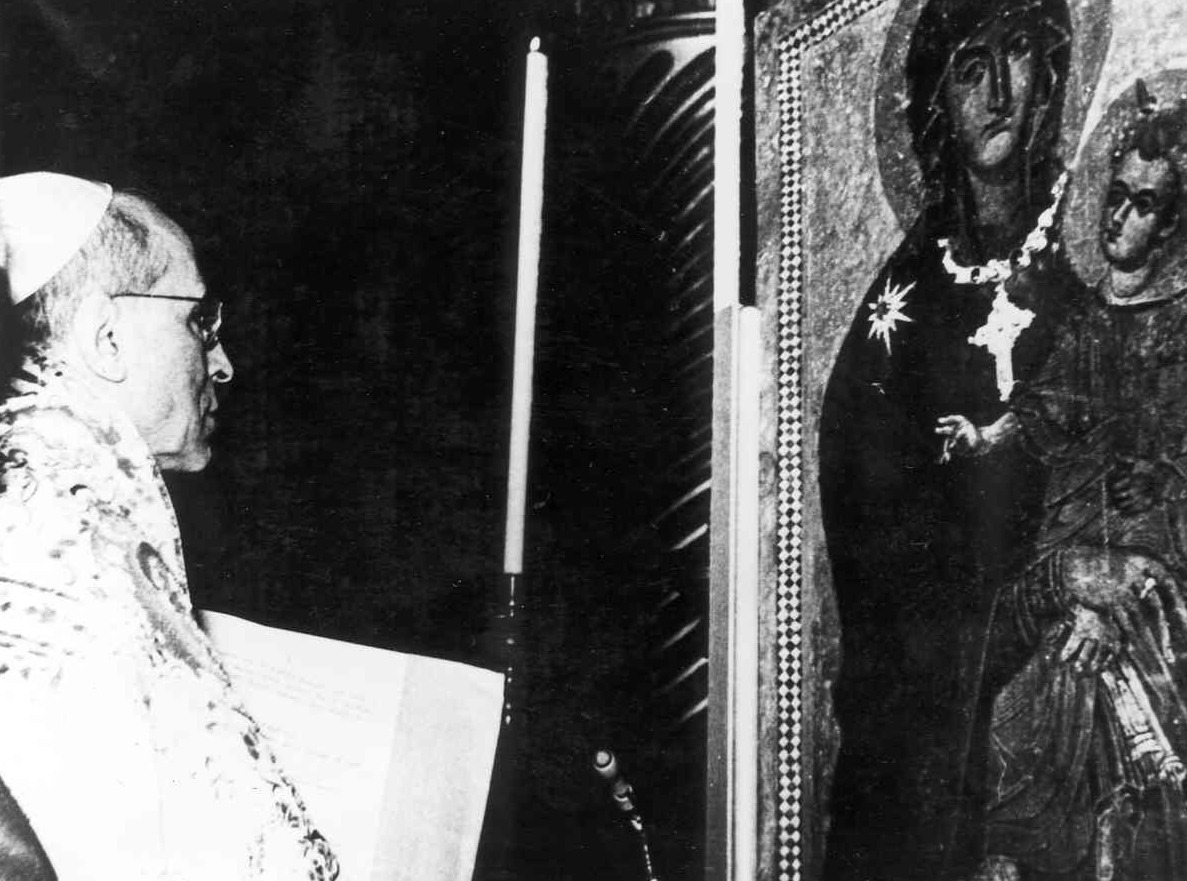
Pío XII durante la coronación canónica de la Salus Populi Romani, en noviembre de 1954

Reconoció explícitamente el régimen surgido en España de la guerra civil (1936-1939). En 1953 firmó con el general Francisco Franco un concordato que daba base jurídica al llamado «Nacional-catolicismo» español, que otorgaría notables ventajas a la Iglesia a cambio de la legitimación de aquel sistema.
Pío XII también realizó el concordato con el dictador Rafael Trujillo de la República Dominicana en 1954. En este país, los derechos de la Iglesia católica fueron violados por los regímenes represivos. Pío XII también excomulgó a Juan Domingo Perón en 1955 por sus arrestos a sacerdotes de la Iglesia.
Dentro de la Italia de posguerra, a pesar de la tutela y el favorecimiento al partido de la Democracia Cristiana, llegó incluso a enfrentarse con su líder, Alcide de Gasperi, por el rechazo de este a cualquier pacto con la extrema derecha y en cambio por su interés en colaborar con la izquierda dentro de un espíritu democrático. Pío XII movilizó todas sus fuerzas para impedir el acceso de un socialista a la alcaldía de Roma en 1952, pero no lo consiguió.
Su preocupación pastoral por el clero diocesano le llevó a promulgar la constitución apostólica Provida Mater Ecclesia (1947) —que ofrecía varias posibilidades canónicas que contribuirían al asociacionismo clerical—, y la Exhortación apostólica Menti nostrae (1950), —que contenía una serie de recomendaciones de todo tipo para los sacerdotes, además de establecer un marco teológico—.
El 1 de noviembre de 1950 y mediante la constitución apostólica Munificentissimus Deus, promulgó la doctrina de la Asunción de la Virgen como dogma de fe católica. Es el dogma más reciente definido por la Iglesia católica.
Uno de sus últimos documentos fue la encíclica Fidei donum (1957), por la que invitaba a toda la Iglesia a reactivar el espíritu misionero, especialmente en África.

#### Últimos años

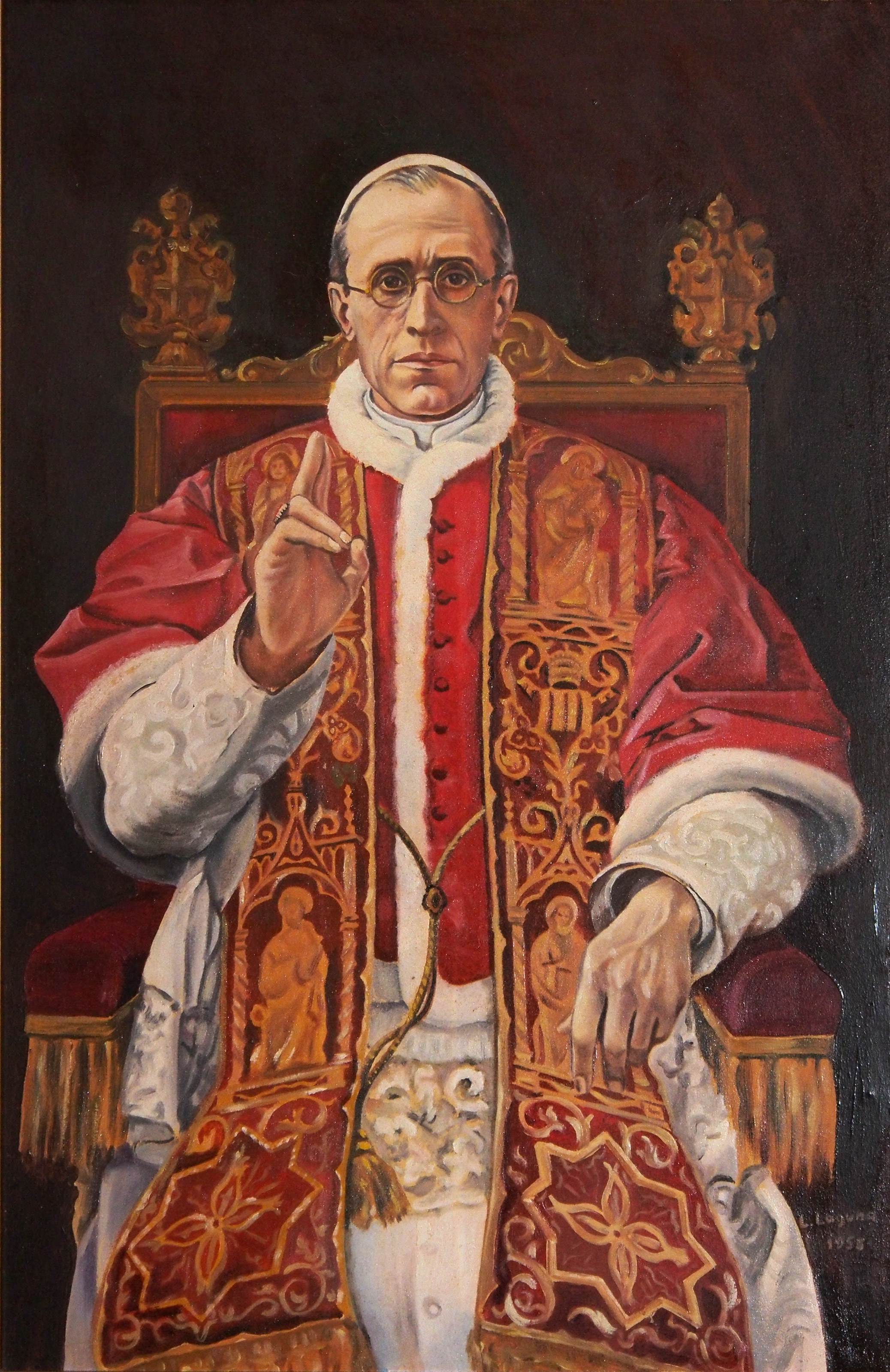
Pío XII en el trono papal, retratado por Luis Fernández-Laguna, 1958

Los últimos años del pontificado de Pío XII comenzaron a finales de 1954 con una larga enfermedad, durante la que se llegó a considerar su renuncia. Posteriormente, los cambios en su hábito de trabajo se hicieron notar. El papa empezó a evitar las largas ceremonias, las canonizaciones y los consistorios, además de mostrar vacilaciones en asuntos personales. 
Durante sus últimos años, empezó a demorar las designaciones de personal dentro del Vaticano, encontrándose cada vez más difícil sancionar a los subordinados y designados como Ricardo Galeazzi-Lisi (su médico personal), que después de numerosas indiscreciones, fue excluido del servicio papal en los últimos años de Pío XII, pero manteniendo su título, fue capaz de entrar en los apartamentos papales para fotografiar al pontífice moribundo; vendiendo luego las instantáneas a revistas francesas.
Pío XII tenía la costumbre de elevar a jóvenes sacerdotes como obispos, como Julius Döpfner (35 años) y Karol Wojtyła (38 años), siendo este uno de sus últimos nombramientos en 1958. Además, tomó una posición firme contra los experimentos pastorales, tales como los «sacerdotes obreros», que trabajaban a tiempo completo en las fábricas y se unían a los partidos políticos y sindicatos. Continuó la defensa de la tradición teológica del Tomismo como digno de una reforma continua, y como superior a las tendencias modernas como la fenomenología o el existencialismo.

#### Enfermedad y muerte

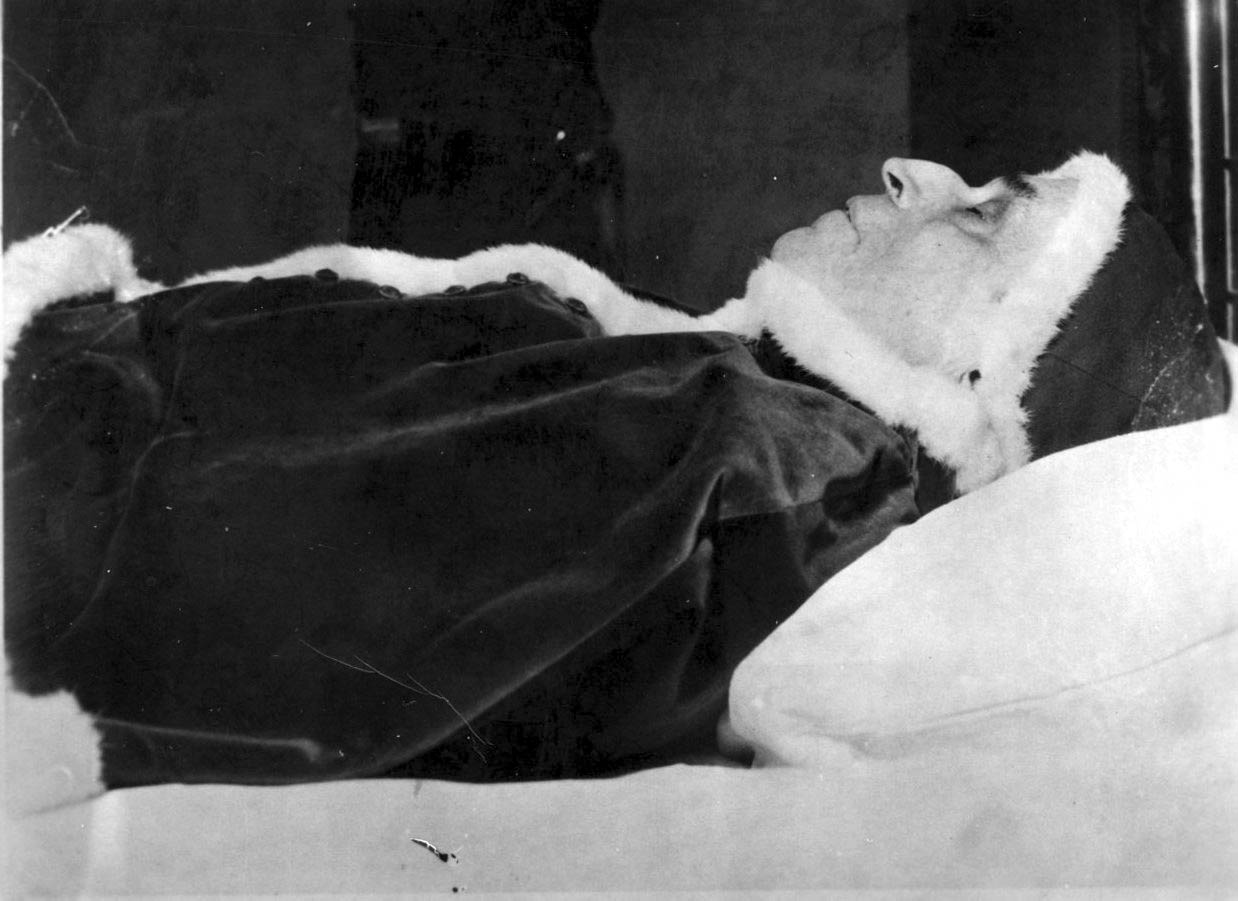
Pío XII fotografiado en su lecho de muerte en Castel Gandolfo, octubre de 1958

Desde su enfermedad de 1954, el papa dirigía personas laicas y grupos sobre una gama de temas sin precedentes. Con frecuencia se dirigió a los miembros de los congresos científicos, explicando la doctrina cristiana a la luz de los resultados científicos más recientes. A veces debió contestar preguntas específicas sobre moral que le formulaban. Para las asociaciones profesionales específicas explicó la ética profesional a la luz de las enseñanzas de la Iglesia. Pío XII concedió a la Universidad de Santo Tomás en Manila, la más antigua existente en Asia, el apelativo de «la Universidad Católica de Filipinas».
Antes de 1955, Pío XII trabajó durante muchos años con Giovanni Battista Montini (futuro Pablo VI). El papa no tenía un asistente a tiempo completo. Su secretario Robert Leiber le ayudó en ocasiones con sus discursos y publicaciones. Augustin Bea era su confesor personal. Pascalina Lehnert fue su asistente y ama de llaves durante cuarenta años. Domenico Tardini, probablemente era el más cercano a él.
Pío XII murió el 9 de octubre de 1958 en el palacio de Castel Gandolfo, la residencia de verano del papa, a los 82 años, tras sufrir una insuficiencia cardíaca aguda provocada por un infarto de miocardio súbito. 
Su médico dijo después: El Santo Padre no murió a causa de alguna enfermedad específica. Estaba agotado por completo. Tuvo un exceso de trabajo más allá del límite. Su corazón estaba sano, sus pulmones estaban bien. Pudo haber vivido otros veinte años, si se hubiera salvado a sí mismo.

#### Fallido embalsamamiento
El médico de Pío XII, Ricardo Galeazzi-Lisi, informó que el cuerpo del pontífice fue embalsamado en la sala donde murió mediante un nuevo proceso inventado por un embalsamador de Nápoles, el profesor Oreste Nuzzi.
A diferencia de todos los papas anteriores a él, Pío XII no quería que sus órganos vitales fueran extraídos, exigiendo que se le mantuviera en la misma condición «en la cual Dios lo creó». Según Galeazzi-Lisi, esta fue la razón por la que él y Nuzzi utilizaron un nuevo método de embalsamamiento.
En una controvertida conferencia de prensa, Galeazzi-Lisi describió en detalle el embalsamamiento del cuerpo del difunto pontífice. Afirmó que utilizaría el mismo sistema de aceites y resinas con el que se ungió el cuerpo de Jesucristo. Galeazzi-Lisi afirmó que el nuevo proceso podía «preservar el cuerpo indefinidamente en su estado natural». Sin embargo, el embalsamamiento para preservar eficazmente el cadáver resultó impedido por el intenso calor de Castel Gandolfo durante el proceso.
A pesar de todos los intentos de reconstituir el rostro, la situación requirió que se recurriera a la aplicación de una máscara de cera.

#### Funeral

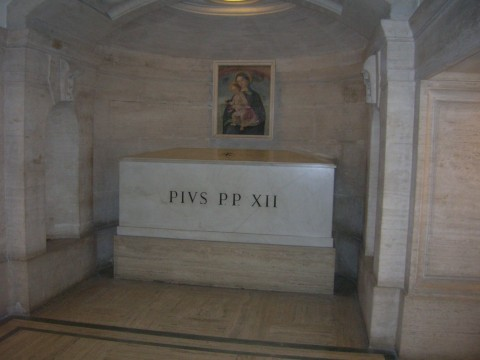
El papa de María, un cuadro de la Virgen con el Niño, agregado por Juan Pablo II en 1982, sobre la tumba de Pío XII en las grutas vaticanas.

Su cortejo fúnebre en Roma fue la mayor congregación de los romanos a partir de esa fecha. Los romanos lamentaron la muerte del papa, el cual había nacido en esa ciudad, aparte de su recuerdo como héroe en tiempos de guerra. El cardenal Angelo Roncalli escribió en su diario el 11 de octubre que, probablemente, ningún emperador romano había disfrutado tanto de un triunfo, que él consideraba como un reflejo de la grandeza espiritual y la dignidad religiosa de Pío XII. Fue finalmente sepultado en las grutas vaticanas.

### Testamento
Su testamento fue publicado inmediatamente después de su muerte.

## Controversias sobre su pontificado
En lo referente al análisis historiográfico acerca de la conducta del papa Pío XII durante la Segunda Guerra Mundial y en lo concerniente al pueblo judío y la Shoá, se pueden reconocer tres períodos claramente distintos: una primera etapa, que va desde 1945 hasta 1963, en la cual la comunidad internacional tenía una imagen positiva del papel de Pacelli respecto a su intervención en favor del pueblo judío; una segunda etapa, que se extiende desde 1963 hasta entrado el siglo XXI, en la que predomina una visión de Pacelli como aliado de los nazis, una tesis abonada por Rolf Hochhuth, Daniel Goldhagen, John Cornwell, Sergio Minerbi y otros; y una tercera etapa, en la que historiadores como Martin Gilbert, Ronald J. Rychlak y David Dalin vuelven a presentar una imagen positiva del pontífice.
Una carta a posteriori encontrada en los archivos del Vaticano ha sugerido que Pio XII conocía tenía antecedentes desde 1942 del Holocausto judío, se consideró esta información como vaga o infundada, esto contribuyó a que se indicara que hubo un periodo de pasividad o "mirar para otro lado" de parte de la Santa Sede respecto de la tragedia en los guetos y campos de concentración en Alemania.
Durante los años posteriores al final del conflicto, la opinión acerca del papel que jugó Pío XII durante la guerra era por demás favorable y laudatoria. Se pueden citar las opiniones —ya expuestas en las secciones anteriores de este mismo artículo— de Yitzhak Herzog, Giuseppe Nathan, Leo Kubowitzki, Golda Meir, Dwight D. Eisenhower, Eugenio Zolli y Albert Einstein, entre otros.
Einstein dijo:

Siendo un amante de la libertad, cuando llegó la revolución a Alemania miré con confianza a las universidades sabiendo que siempre se habían vanagloriado de su devoción por la causa de la verdad. Pero las universidades fueron acalladas. Entonces miré a los grandes editores de periódicos que en ardientes editoriales proclamaban su amor por la libertad. Pero también ellos, como las universidades, fueron reducidos al silencio, ahogados a la vuelta de pocas semanas. Sólo la Iglesia permaneció de pie y firme para hacer frente a las campañas de Hitler para suprimir la verdad. Antes no había sentido ningún interés personal en la Iglesia, pero ahora siento por ella un gran afecto y admiración, porque sólo la Iglesia ha tenido la valentía y la obstinación de sostener la verdad intelectual y la libertad moral. Debo confesar que lo que antes despreciaba ahora lo alabo incondicionalmente.
Albert Einstein
Time, 23 de diciembre de 1940

El agradecimiento a Pío XII de la comunidad judía de Roma quedó inmortalizado en una placa que se puede ver en el Museo Histórico de la Liberación de Roma.
El editorial del New York Times en 25 de diciembre de 1942 decía: «La voz de Pío XII es la única voz en el silencio y oscuridad que envuelve a Europa esta Navidad... Él es el único gobernante que queda del continente de Europa que se atreve a hablar en voz alta».
Peter Gumpel repite lo dicho por la colaboradora de Pío XII, sor Pascalina Lehnert acerca de lo que ella escuchó decir al cardenal Pacelli sobre Hitler: 

Este hombre está completamente exaltado; todo lo que dice y escribe lleva la marca de su egocentrismo; este hombre es capaz de pisotear cadáveres y eliminar todo lo que le sea un obstáculo. No llego a comprender cómo hay tantas personas en Alemania que no lo entienden y no saben sacar conclusiones de lo que dice o escribe. ¿Quién de éstos al menos se ha leído su espeluznante Mi Lucha?

Gumpel revela que Pío XII realizó varios exorcismos a distancia a Hitler. Lehnert declaró bajo juramento:

... el cardenal alemán Michael von Faulhaber y otros obispos estaban persuadidos de que Hitler estaba endemoniado, así que alertaron al Santo Padre, y éste, cuando se empezó la guerra, no sólo hizo oraciones, sino que recurrió al exorcismo sobre Hitler en su Capilla privada, presentes nosotras, las religiosas.

El escritor católico Ronald J. Rychlak dice que, después de la guerra, las agencias de inteligencia soviéticas desprestigiaron intencionadamente a Pío XII como parte de una guerra encubierta contra la Iglesia.
El acontecimiento que dio origen a la imagen controvertida del papa respecto a su relación con el nazismo fue la publicación de la obra de teatro El vicario del alemán Rolf Hochhuth en 1962. La obra se basó en documentación fraguada y provista por la KGB, que se proponía minar la autoridad del Vaticano. A esta teoría se adhiere el historiador británico sir Martin Gilbert, biógrafo oficial de Winston Churchill y experto en historia del pueblo judío.
El filósofo Bernard-Henri Lévy recuerda que Hochhuth «es también un conocido negacionista, condenado varias veces como tal», y recordó una entrevista suya, publicada en un semanario alemán de extrema derecha, «en la que defendía a David Irving, que niega la existencia de las cámaras de gas».
En su libro The Pontiff in Winter (2005), John Cornwell tiene una mirada más piadosa sobre Pacelli y su silencio, diciendo que el papa no tenía mucho margen de acción bajo la dictadura de Mussolini y la posterior ocupación nazi, aunque sigue señalando que Pío XII no habló al concluir la guerra.
La posición del Estado de Israel se puede sintetizar en lo escrito en el monumento del Yad Vashem:

Cuando fue elegido papa en 1939, archivó una carta contra el racismo y el antisemitismo que su predecesor había preparado. Aún tras la llegada al Vaticano de informes sobre el asesinato de judíos, el papa no llevó a cabo ninguna protesta ni verbal ni por escrito. En diciembre de 1942, se abstuvo de firmar una declaración de los Aliados que condenaba la exterminación de Judíos. Cuando los judíos fueron deportados de Roma a Auschwitz, el papa tampoco intervino. Mantuvo su posición neutral durante la guerra, con la excepción de algunas apelaciones a los dignatarios de Hungría y Eslovaquia al final de la guerra. Su silencio y la falta de una guía obligaron a los hombres de la Iglesia en toda Europa a decidir por su propia cuenta como reaccionar.

Las acusaciones del Estado de Israel contra Pío XII se pueden resumir en las siguientes cuestiones:
- su intervención en la firma del Reichskonkordat
- su decisión de no promulgar la encíclica Humani generis unitas
- el no haber hecho una protesta pública sobre el Holocausto
- la falta de apoyo para proteger a los judíos romanos durante la «razzia» de octubre de 1943
- la neutralidad de la Santa Sede durante la Segunda Guerra Mundial

El rabino David G. Dalin —profesor de historia y ciencias políticas en la católica Universidad Ave María— dice que Cornwell tiene razón en decir que Hitler tenía un «clérigo favorito» pero que este no era el papa sino el gran muftí de Jerusalén, el antisemita Hajj Amin al-Husseini.
Según el historiador Michael Hesemann, Pío XII arregló el éxodo de cerca de 200 000 judíos alemanes tres semanas antes de la noche de los cristales rotos.
El historiador judío Saul Friedländer destaca la aversión que Pacelli tenía por el nazismo y recalca su decisiva colaboración en la redacción de la encíclica Mit brennender Sorge.
Ya en 1939 Joseph Roth, famoso novelista y periodista austriaco judío y activo militante comunista, dijo:

... las bestias pre-apocalípticas (nazis) que ahora dominan en la política ya presagian los verdaderos motivos por los cuales persiguen a la Iglesia. Él (Pío XII) es el único que los daña verdaderamente. Lo que es más, los que no temían a un Papa, le temen a este. Y no se limitan a presagiarlo, sino que ya saben por qué.
Joseph Roth

El diplomático israelí Pinchas Lapide calculó que Pío XII fue personalmente responsable por salvar, al menos, a 700 000 judíos.
Durante la II Guerra Mundial, las acciones de Pío XII y sus asistentes del Vaticano (incluyendo al futuro Pablo VI) no solo ayudaron a salvar a casi 800 000 judíos, sino que también él mismo y en persona asistió a muchos de ellos en Roma, según afirma un experto historiador judío, Gary Krupp, respaldando las conclusiones del historiador judío y diplomático israelí, Pinchas Lapide. Krupp y su esposa Meredith son fundadores de la Fundación Pave the Way iniciada en 2002 para «identificar y eliminar los obstáculos no teológicos entre las religiones». En 2006 líderes católicos y judíos le solicitaron investigar el «escollo» de la reputación del papa Pío XII durante la guerra. Pave the Way cuenta con unas 46 000 páginas de documentación histórica que sostienen estas afirmaciones.
Entre los más destacados admiradores de Pacelli, se encuentra quien era el principal rabino de Roma, Israel Zoller, quien dedicó todo un capítulo de sus memorias a ensalzar su obra de misericordia con los judíos. Zoller se convirtió y fue bautizado en Roma por el obispo Luigi Traglia el 13 de febrero de 1945. Su esposa y su hija fueron bautizadas un año después. 
Muchos otros testimonios y pruebas de la obra de Pío XII en defensa de los judíos y en su resistencia a las políticas nazis pueden encontrarse en la obra del rabino David G. Dalin, quien indica que el título de Justo entre las Naciones debería ser conferido a Pío XII, ya que salvó a más judíos que Oskar Schindler.
En contra de la teoría de que Pacelli era antisemita, el historiador judío Elliot Hershberg, señala que «quien examina la gran cantidad de documentos, testimonios, evidencias probadas y demostrables, debe necesariamente concluir que el papa Pío XII fue un afectuoso y solidario amigo del pueblo judío... Como judío conozco bien el antisemitismo, y no existe ni rastro de prejuicio antijudío en la vida de Eugenio Pacelli».
El rabino Eric Silver también asevera que Pío XII no era antisemita y agrega que: «Quien afirme lo contrario evidentemente no se ha preocupado nunca de verificar las propias tesis confrontando las fuentes directas, estudiando los documentos en los archivos libremente consultables en Roma».
Dan Kurzman sostiene que Hitler pensó en secuestrar e incluso asesinar al pontífice en 1944, pero que desistió por temor al posible levantamiento de los italianos. Kurzman también menciona que Pío XII participó en 1939 en un frustrado intento de derrocamiento de Hitler.
En cuanto al silencio de Pío XII, el sacerdote católico Peter Gumpel —postulador de la causa de beatificación de Pacelli— señala que una denuncia pública de la Shoá por parte del papa no habría salvado una sola vida, sino que hubiera incrementado la persecución contra el pueblo judío, tal como sucedió en los Países Bajos en 1942, cuando el arzobispo de Utrecht, Johannes de Jong, denunció públicamente la persecución contra los judíos; los nazis capturaron y deportaron a todos los judíos conversos al catolicismo, tal como sucedió con Edith Stein. En 1968, Robert Kempner, fiscal General Adjunto de los Estados Unidos en los juicios de Núremberg, sostuvo que la decisión de Pío XII de no hacer una denuncia pública fue acertada, ya que no hubiese salvado ni una sola vida. Bernard-Henri Lévy dice: «Hay que precisar que antes de optar por la acción clandestina, antes de abrir, sin decirlo, sus conventos a los judíos romanos perseguidos por los sicarios fascistas, el silencioso Pío XII pronunció unos discursos radiofónicos (por ejemplo, los de las Navidades de 1941 y 1942) que después de su muerte le valdrían el homenaje de Golda Meir». El historiador Paolo Mieli cita a Kempner: «Cualquier declaración propagandista de toma de posición por la Iglesia contra el gobierno de Hitler no solo hubiese sido un suicidio premeditado, sino que hubiese acelerado el asesinato de un número mucho mayor de judíos y sacerdotes». El rabino en Jefe de Dinamarca, Marcus Melchior dijo: «Si el papa hubiera hablado, Hitler habría masacrado a muchos más de los seis millones de judíos y quizá a ocho millones de católicos». El miembro de la resistencia alemana, Josef Müller, aconsejó a Pío XII que se abstuviera de hacer declaraciones públicas contra el régimen nazi, que solo se refiriese de manera general y que dejara que la jerarquía católica alemana se encargase de realizar las condenas contra el régimen nazi; según Müller, cualquier condena pública hecha por el papa habría dificultado grandemente el accionar de la resistencia alemana.
Franz Josef Müller, último miembro con vida de la Rosa Blanca opinaba acerca de que Pío XII no hubiese hecho una declaración pública denunciando el Holocausto: «Mire, hasta yo aún hoy me pregunto: ¿habría podido hacer algo más? En Alemania entonces había también muchos católicos cuya vida estaba en peligro. Párrocos, obispos y el mismo papa dijeron palabras iluminadoras; ¿pero cómo habrían podido oponerse más al poder, sabiendo que los católicos habrían pagado las consecuencias de ello? Escuchando los radio-mensajes del papa, nosotros captábamos entre líneas sus indicaciones».
El padre Pierre Blet recuerda que Pío XII una vez se decidió a escribir una declaración condenando las atrocidades cometidas por los nazis en Polonia. En agosto de 1943, Pío XII envió al padre Quirino Paganuzzi a Polonia para que entregase la protesta en las manos del Arzobispo de Cracovia, el príncipe Adam Sapieha para que fuese publicada. Ni bien monseñor Sapieha leyó la carta la quemó, aduciendo que: «esta es una valiente declaración... pero si este escrito cae en las manos de los Nazis, nosotros, los polacos, lo pagaremos con una masacre masiva».
El empresario e investigador de la vida de Pacelli, Gary Krupp, sostiene que Pío XII llegó hasta rescatar personalmente a algunos judíos romanos, oculto como fraile franciscano, cuando recorría las calles de Roma durante la ocupación nazi.
En cuanto a la Razia de Roma del 16 de octubre de 1943, los historiadores difieren acerca del involucramiento del papa en el salvataje de la población judía de la ciudad; de los cerca de 8000 judíos romanos que habitaban la ciudad, 7000 lograron escapar. Según Susan Zuccotti y otros, Pío XII no hizo nada al respecto y el salvataje fue el producto de esfuerzos aislados, valientes y desesperados y de sacerdotes, monjes y laicos como el fraile capuchino Père Marie-Benoît; según el historiador Martin Gilbert, el pontífice fue quien alertó durante las primeras horas de la madrugada acerca de la redada, lo que permitió la fuga hacia lugares seguros de cerca de 7000 personas.
Según el historiador estadounidense Mark Riebling, cuando los alemanes invadieron Roma en septiembre de 1943, se discutió entre los más altos jerarcas nazis de tomar la Ciudad del Vaticano con comandos de paracaidistas y secuestrar a Pío XII para llevarlo a Alemania, en donde Heinrich Himmler tenía planeada la ejecución pública del papa para la inauguración de un nuevo estadio de fútbol.
En 1999, se creó la Comisión judeo-católica de historiadores, un grupo mixto de historiadores judíos y católicos cuyo objeto era examinar el papel de la Iglesia durante el Holocausto. La comisión fue suspendida en 2001 tras el surgimiento de importantes desacuerdos, principalmente por la imposibilidad de acceder a la documentación en poder del Vaticano. El diálogo fue reiniciado en 2010 gracias a los esfuerzos de la Fundación Pave the Way.
En 2012, se encontraron en los archivos de Yad Vashem documentos que atestiguan la disposición favorable de Pacelli en lo concerniente a la creación de un Estado judío en Palestina después de la entrevista que tuvo con el militante sionista Nahum Sokolow en 1917. En el mismo año, como nuncio apostólico en Baviera, Pacelli pidió al gobierno alemán que protegiese a los judíos de Palestina de las represalias de los turcos, y en 1926 le pidió al gobierno alemán que apoyara la creación de un Estado judío en Palestina.
Martin Gilbert sostuvo, en 2008, que el análisis final acerca de la actitud de Pío XII acerca de los judíos solo se podrá realizar cuando se abriesen los archivos secretos del Vaticano del período de su pontificado al escrutinio de los investigadores, cosa que se esperaba que ocurriera en 2013, pero que hasta mitad de 2016 no ocurrió. No obstante, Gilbert hizo algunas observaciones en cuanto a las críticas que ciertos investigadores hicieron a la actuación de Pío XII con respecto al pueblo judío y que se hallan plasmadas en el memorial de Yad Vashem:
- Pío XII no firmó y nunca podría haber firmado la declaración conjunta de los Aliados de 1942 respecto a la persecución de los judíos europeos precisamente porque era una declaración de los Aliados y el Vaticano no formaba parte de esa entente político-militar y que la crítica la realizó sólo siete días después en el mensaje de Navidad de 1942.[63]
- El mensaje radial de Navidad de 1942 nunca mencionó expresamente que los judíos fueran perseguidos por los nazis, pero sus destinatarios comprendieron la crítica que el mensaje contenía: los altos círculos de la diplomacia alemana expresaron que «en una manera nunca vista antes, el papa ha repudiado el nuevo orden nacional-socialista europeo. Él prácticamente ha acusado a todo el pueblo alemán de injusticias contra los judíos y se ha convertido en el vocero de los criminales de guerra judíos».[63]
- Gilbert señala que es injusto que en el monumento se señala que los esfuerzos en favor de los judíos de Hungría y de Eslovaquia solo se realizaran hacia fines de la guerra como una manera que tuvo la Iglesia de congraciarse tardíamente con la comunidad internacional; los esfuerzos hechos por la Iglesia se realizaron en ese momento porque fue precisamente en ese momento y no con anterioridad, que los gobiernos de Eslovaquia y de Hungría llevaron a cabo la deportación masiva de judíos hacia los campos de concentración nazis.[63]

En julio de 2012 —debido a la gran cantidad de material documental y al aporte de los historiadores antemencionados— las autoridades del Yad Vashem modificaron el texto escrito en el monumento:

El Vaticano, bajo Pío XI, Achille Ratti, y representado por el Secretario de Estado Eugenio Pacelli, firmaron un concordato con la Alemania nazi en julio de 1933, con el objetivo de preservar los derechos de la Iglesia Católica en Alemania.

La reacción de Pío XII, Eugenio Pacelli, sobre el asesinato de judíos durante el Holocausto es materia de controversia entre los eruditos. Durante el desarrollo de la Segunda Guerra Mundial, el Vaticano mantuvo una política de neutralidad. El pontífice se abstuvo de firmar la Declaración de los Aliados del 17 de diciembre de 1942 condenando el exterminio de los judíos. Sin embargo, en su mensaje radial de Navidad del 24 de diciembre de 1942, él se refirió a los «cientos de miles de personas que, sin ninguna culpa de su parte, a veces por su nacionalidad u origen étnico, han sido consignados a la muerte o a una lenta desaparición». Los judíos no fueron explícitamente mencionados. Cuando los judíos fueron deportados de Roma hacia Auschwitz, el Pontífice no hizo protesta pública alguna. La Santa Sede apeló separadamente a los gobernantes de Eslovaquia y Hungría en favor de los judíos.

Los críticos del papa sostienen que la decisión de abstenerse en condenar el asesinato de judíos por los nazis constituye una falta moral: la falta de una guía clara dejó espacio para que muchos colaboraran con Alemania, reasegurados por la idea que no contradecía a la enseñanza moral de la Iglesia. Esto también dejó la iniciativa del rescate de los judíos a clérigos individuales y laicos. Sus defensores sostienen que esta neutralidad previno medidas más duras contra el Vaticano y las instituciones de la Iglesia de toda Europa, permitiendo que una considerable actividad de rescate tuviera lugar en diferentes niveles de la Iglesia. Por otra parte, señalan los casos en los que el pontífice ofreció apoyo a las actividades en los que judíos fueron rescatados. Hasta que todo el material relevante esté a disposición de los eruditos, este asunto permanecerá abierto a futuras investigaciones.

### Acceso al Archivo secreto del Vaticano
En marzo de 2019, el papa Francisco anunció que se abriría el acceso a los documentos del Archivo Secreto Vaticano referidos al pontificado de Pío XII a los investigadores, los cuales estarían disponibles desde el 2 de marzo de 2020.
Más de 150 personas solicitaron acceder a los archivos, aunque solo 60 pueden acomodarse en las oficinas a la vez. Entre los primeros en ver los documentos estuvieron representantes de la comunidad judía en Roma y académicos de Yad Vashem, el Museo del Holocausto de Israel y el Museo del Holocausto de los Estados Unidos.
En enero de 2022, el historiador Michael Feldkamp anunció haber descubierto en los archivos del Vaticano pruebas de que Pío XII había salvado personalmente al menos a 15 000 judíos del exterminio y que había enviado un informe sobre el Holocausto al gobierno estadounidense poco después de la Conferencia de Wannsee, aunque no le creyeron.
En junio de 2022, David Kertzer, uno de los primeros historiadores en haber analizado los archivos, publicó su libro The Pope at War. Kertzer, con el apoyo de miles de documentos inéditos, destapó la existencia de negociaciones secretas entre Hitler y Pío XII ya unas semanas después del final del cónclave, promovidas por el propio Hitler con la intención de mejorar sus relaciones con el Vaticano. Pío XII, por su parte, habría concentrado sus esfuerzos en proteger y mejorar la situación de la Iglesia en Alemania ante las políticas anticatólicas de los nazis, aunque ambas partes no pudieron llegar a ningún acuerdo formal. Durante dichos encuentros, que continuaron celebrándose con regularidad hasta la primavera de 1941, ambas partes evitaron aludir a la «política racial» del nuevo Reich alemán —según la estrategia de silencio adoptada al respecto por Pío XII— y, en opinión de Kertzer, las negociaciones sirvieron para distraer al pontífice y mantenerlo callado ante las primeras agresiones nazis en Europa (incluida la invasión de la católica Polonia por parte de Alemania) y la incipiente persecución a los judíos.
Los archivos del Vaticano han proporcionado muchos millones de páginas y se espera que lleve muchos años procesar los hallazgos. Hasta ahora, el estudio del archivo no ha sido concluyente.

## Causa de canonización

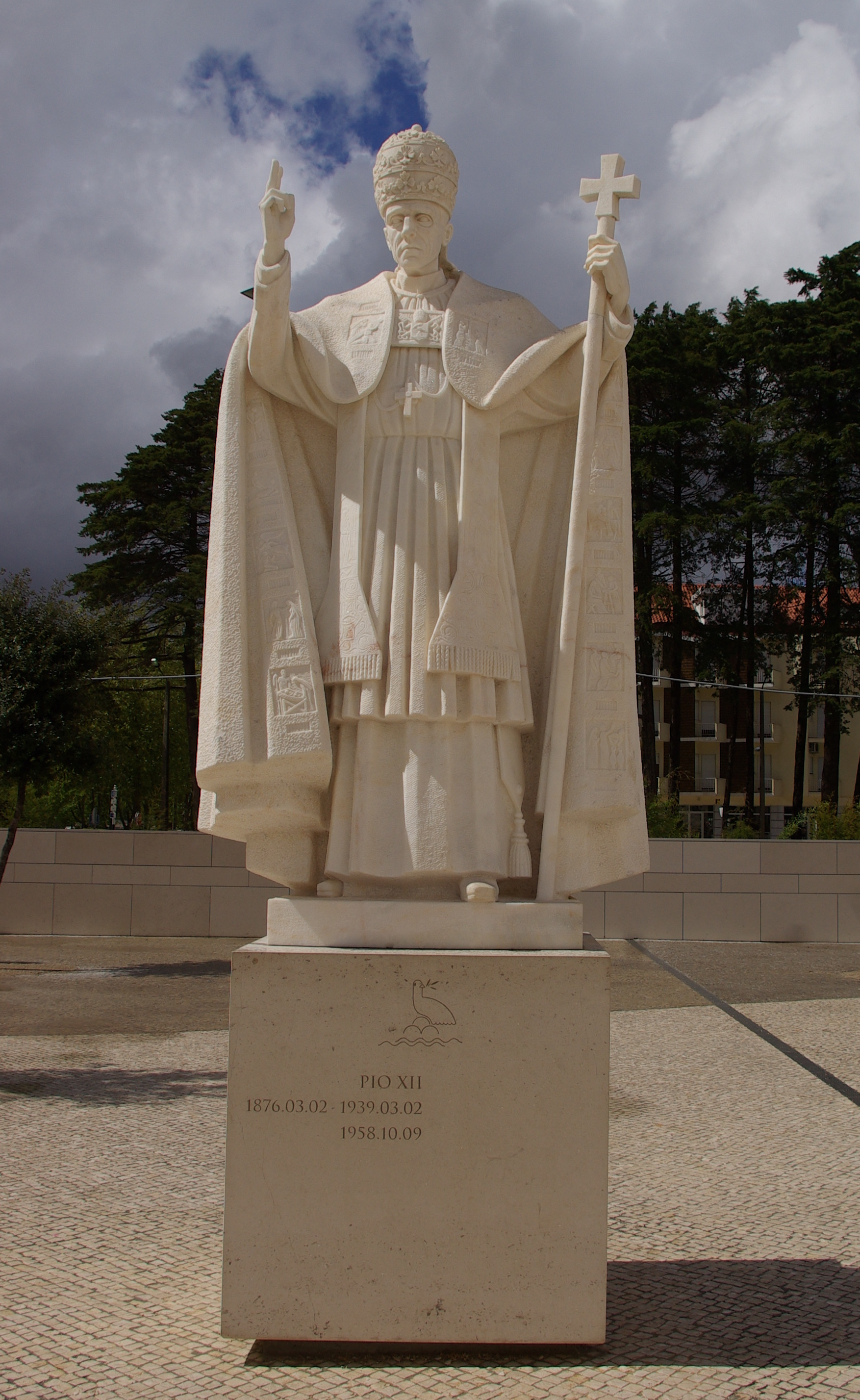
Estatua de Pío XII ubicada en el Santuario de Fátima, Portugal

La causa de Pío XII fue abierta el 18 de noviembre de 1965 por el papa Pablo VI. Para el estudio de la actuación de Pío XII durante la guerra fue nombrada una comisión de cuatro eminentes historiadores formada por Pierre Blet (Francia), Angelo Martini (Italia), Burkhart Schneider (Alemania) y Robert A. Graham (Estados Unidos). En marzo de 2007, la congregación recomendó que Pío XII debería ser proclamado venerable. El papa Benedicto XVI lo hizo el 19 de diciembre de 2009, al mismo tiempo que Juan Pablo II.
El inicio de la causa de beatificación provocó una reacción negativa de rabinos que calificaron a la decisión como «insensible». Riccardo Di Segni, rabino en jefe de Roma se opuso a la beatificación diciendo: «A nivel humano, puedo aceptar la debilidad de Pacelli, pero su beatificación podría hacer de él un ideal para futuras generaciones. Para mi, la beatificación sería un impedimento para el diálogo.» El Estado de Israel también se opone a la canonización de Pío XII hasta que no se hayan abierto los archivos del Vaticano referidos a su pontificado.

## En la cultura popular
- En la película The Scarlet and the Black (Escarlata y negro), de 1983, John Gielgud protagoniza a un Pío XII que avala la labor de monseñor Hugh O'Flaherty, quien ocultó judíos y prisioneros de guerra en la Roma ocupada por los nazis.

- En la cinta Amen., de 2002,  Pío XII es interpretado por Marcel Iureș como un pontífice que sufre por lo que le ocurre a los judíos, pero también se siente impotente por su suerte.[108]

- También es interpretado por el actor James Cromwell en la miniserie de televisión Bajo el cielo de Roma (Sotto il cielo di Roma), un filme del 2010 que refiere la actitud de la Santa Sede, en especial del papa, frente a los acontecimientos de la Segunda Guerra Mundial, con un énfasis hacia la intención de los nazis de raptar a Pío XII y de las acciones tomadas por él durante este difícil período de la historia.[109]

- La poderosa sierva de Dios, una serie de televisión alemana de 2011, que relata la vida de la monja y asistente personal Pascalina Lehnert, mostrando también la labor de Pío XII (interpretado por el actor italiano Remo Girone) durante la época nazi.[110]

- La película Shades of Truth (Sombras de la Verdad), es una producción estrenada en el 2015 que defiende la figura de Pío XII, basado el trabajo secreto que realizó para salvar a los judíos.[111]

- En 2016, la National Geographic Channel emitió el docudrama El Papa vs. Hitler (Pope vs Hitler) en el que se detalla la colaboración que prestó Pío XII en los complots contra Adolf Hitler.

### Documentos
- Documentos

### General
- Página oficial de la Santa Sede
- Debate en torno a Pío XII y el Holocausto
- Actas y documentos de la Santa Sede relativos al periodo de la Segunda Guerra Mundial
- Biógrafa de Pío XII explica el milagro que podría convertirlo en beato
- Archivo de Pío XII. Nunciatura en Alemania (en alemán)
- National Geographic Channel (2016). El Papa vs. Hitler, docudrama en inglés.
- Pío XII en el sitio oficial del Vaticano.

### Pro Pío XII
- Fluvium
- Siervas de los Corazones Traspasados de Jesús y María
- Conoze
- Demasiado
- Aceprensa1
- Aceprensa2
- Zenit
- Mgolmo
- Aciprensa Archivado el 14 de septiembre de 2008 en Wayback Machine.
- Desde Roma
- Zenit Holocausto Eslovaquia
- Conoceréis la Verdad
- La leyenda negra contra Pío XII, según el cardenal Bertone

| Predecesor: Giuseppe Aversa                   | Arzobispo titular de Sardi 1917-1939                                                   | Sucesor: Arthur Hinsley               |
| Predecesor: Giuseppe Aversa                   | Nuncio apostólico en Baviera 1917-1925                                                 | Sucesor: Alberto Vassallo-Torregrossa |
| Predecesor: -                                 | Nuncio apostólico en Alemania 1920-1929                                                | Sucesor: Cesare Orsenigo              |
| Predecesor: -                                 | Nuncio apostólico en Prusia 1925-1929                                                  | Sucesor: Cesare Orsenigo              |
| Predecesor: Giuseppe Francica-Nava de Bontifè | Cardenal presbítero de San Juan y San Pablo 19 de diciembre de 1929-2 de marzo de 1939 | Sucesor: Francis Joseph Spellman      |
| Predecesor: Pío XI                            | Gran Maestre de la Orden Ecuestre del Santo Sepulcro de Jerusalén 1929-1949            | Sucesor: Nicola Canali                |
| Predecesor: Pietro Gasparri                   | Camarlengo de la Iglesia católica 1 de abril de 1935-2 de marzo de 1939                | Sucesor: Lorenzo Lauri                |
| Predecesor: Pietro Gasparri                   | Secretario de Estado de la Santa Sede 9 de febrero de 1930-10 de febrero de 1939       | Sucesor: Luigi Maglione               |
| Predecesor: Pío XI                            | Prefecto de la Congregación Consistorial 1939-1958                                     | Sucesor: Juan XXIII                   |
| Predecesor: Pío XI                            | Prefecto de la Congregación del Santo Oficio 1939-1958                                 | Sucesor: Juan XXIII                   |
| Predecesor: Pío XI                            | Prefecto de la Congregación para las Iglesias Orientales 1939-1958                     | Sucesor: Juan XXIII                   |
| Predecesor: Pío XI                            | Papa 1939-1958                                                                         | Sucesor: Juan XXIII                   |

- Datos: Q2604
- Multimedia: Pius XII / Q2604